# Comic Cuts
Comic Cuts va ser una revista britànica de còmics. Va ser creada pel reporter Alfred Harmsworth a través de la seva companyia Amalgamated Press (AP). Es va publicar de 1890 a 1953 i va durar 3006 números. En els seus primers temps, va inspirar altres editors a produir revistes de còmics rivals. El seu primer número va ser un assortiment de reimpressions de publicacions americanes. Durant la seva vida, el còmic es va fusionar amb molts altres, entre ells Golden Penny (1928), Jolly Comic (1939) i Larks (1940). El còmic Cuts va desaparèixer finalment el setembre de 1953, quan es va fusionar amb Knockout. Comic Cuts va mantenir el rècord de la majoria dels números d'un còmic setmanal britànic durant quaranta-sis anys, fins que The Dandy el va superar el 1999.
El còmic s'esmenta al llibre Heretics de G. K. Chesterton de 1905 i en el llibre Alarms and Discursions, del 2010, i en una línia de la cançó de Cyril Tawney's, Chicken on a Raft - "Em torna a mirar Comic Cuts". També es va esmentar al rècord de 1971 de Clive Dunn "Grandad" - "Còmics retallats, totes les coses diferents". El personatge Annie Twohig s'hi refereix a l'obra de Lennox Robinson "Drama at Inish" ("Annie: Em quedaré a casa i llegireu una revista". "Constance: Quina revista?" "Annie: Comic Cuts").